# Lidzbark Warmiński
Lidzbark Warmiński (česky historicky Lizberk nebo Lizberk nad Lynou, německy Heilsberg) je okresní město v severovýchodním Polsku ve Varmijsko-mazurském vojvodství v okrese Lidzbark, na soutoku řek Łyna a Symsarna. V roce 2024 zde žilo 14 459 obyvatel.

## Historie
Lidzbark (německy Heilsberg, původní název Lecbark) vznikl na místě křižáky dobyté pruské tvrze okolo roku 1240. V roce 1241 postavili křižáci na místě zničené tvrze dřevěný hrad, který byl Prusy dobyt následujícího roku. V roce 1243 hrad opět získali křižáci. V roce 1251 byl hrad předán prvnímu biskupovi warmijské diecéze Anzelmovi. Zanedlouho (rok 1261) během druhého pruského povstání hrad změnil majitele. Po porážce povstání v roce 1274 byl hrad opětovně získán. Lidzbark obdržel městská práva 12. srpna 1308 od warmijského biskupa Eberharda. Město bylo postaveno v zákrutu (meandru) řeky Łyna. Hrad vznikl na soutoku řek Łyna a Symsarna. Město bylo založeno na chełmińském právu. Při založení město dostalo 140 lánů země (1 lán, polsky włoka, v Polsku historická plošná míra ~ 16,8 ha nebo ~17,8 ha).
Ve znaku města je beránek Boží s biskupskou berlou. Tento znak vychází ze znaku warmijské diecéze.
Městské hradby byly zbudovány v polovině 14. století, do města vedly tři brány: Vysoká (Královecká), Mlýnská a Kostelní a k tomu ještě Hradní brána. V polovině 14. století v Lidzbarku probíhaly intenzivní stavební práce, kdy byl postaven hrad, farní kostel a radnice. Koncem 14. století byl v Lidzbarku už i vodovod. V letech 1350 - 1795 byl Lidzbark sídlem warminských biskupů a hlavním městem Warmie. V červnu 1440 Lidzbark přistoupil do Pruského svazu a po skončení třináctileté války v roce 1466 se ocitl uvnitř hranic Polska. Město proslavili známí warminští biskupové a Mikuláš Koperník, který v letech 1503–1510 pobýval na lidzbarském hradě u svého strýce Łukasze Watzenroda.
V letech 1703–1709 Lidzbark okupovali Švédové, zimu roku 1703 zde strávil švédský král Karel XII. V roce 1749 zde warminský biskup Adam Grabowski objevil Gallovu kroniku, který byla publikována tiskem. V roce 1807 bylo město obsazeno francouzskými vojsky a v roce 1914 ruskou armádou. Nejvíce Lidzbark utrpěl v době 2. světové války, kdy bylo naprosto zničeno staré město. Zůstal však hrad warmijských biskupů a farní kostel.

## Památky
- Hrad warmijských biskupů (Zamek biskupów warmińskich)
- Farní kostel
- Části hradeb s předbraním Vysoké brány z 15.-16. století (nyní ubytovna Polského svazu turistů PTTK)
- Bývalý evangelický kostel (nyní pravoslavný), postavený ze dřeva v letech 1821-23
- Oranžérie, barokně-klasicistní zahradní pavilón postavený v letech 1711-24 pro biskupa Teodora Potockého, rozšířen okolo roku 1770 roku pro biskupa Ignáce Krasického

## Osobnosti
- Bogdan Borusewicz (* 1949), polský politik